# Nathaniel Wyeth
Nathaniel C. Wyeth (ur. 24 października 1911 w Chadds Ford, zm. 4 lipca 1990 w Glen Cove) – amerykański inżynier i wynalazca, twórca tworzywa PET.

## Życiorys
Nathaniel C. Wyeth urodził się 24 października 1911 roku w Chadds Ford w stanie Pensylwania pod imieniem Newell Convers Wyeth jr jako syn ilustratora N.C. Wyetha i Carolyn Bockius oraz brat malarza Andrew Wyetha i malarki Henriette Wyeth. W odróżnieniu od ojca i rodzeństwa interesował się mechaniką, z tego też powodu ojciec zdecydował o zmianie imienia syna i nazwał go na cześć swojego krewnego, który był inżynierem.
Edukację techniczną Wyeth odebrał na Uniwersytecie Pensylwanii, który ukończył w 1936 roku. Po ukończeniu studiów zatrudnił się początkowo w firmie Delco z Ohio, ale wkrótce potem przeniósł się do DuPont, w którym pracował do przejścia na emeryturę w 1976 r. Po zakończeniu pracy zawodowej był konsultantem w DuPont's College Relations Section.
Wśród posiadanych przez Wyetha 25 patentów, najbardziej znanym wynalazkiem jest poli(tereftalan etylenu), surowiec do produkcji m.in. plastikowych butelek.
Żonaty z Caroline Pyle, bratanicą jednego z nauczycieli jego ojca, Howarda Pyle’a. Jednym z jego synów jest muzyk Howard Wyeth.
Zmarł 4 lipca 1990 roku w Glen Cove w stanie Maine na skutek komplikacji po udarze i został pochowany na Birmingham-Lafayette Cemetery w West Chester w Pensylwanii.

## Wyróżnienia
Członek Delaware Society of Professional Engineers i National Society of Professional Engineers. W 1981 r. został wyróżniony nagrodą Society of Plastics Engineers. W 1986 r. został wprowadzony do Society of the Plastics Industry Hall of Fame, a rok później do Polymer Processing Hall of Fame.